# NGC 939
NGC 939 este o galaxie eliptică situată în constelația Eridanul. A fost descoperită în 18 octombrie 1835 de către John Herschel.